# Konskriptionsnummer

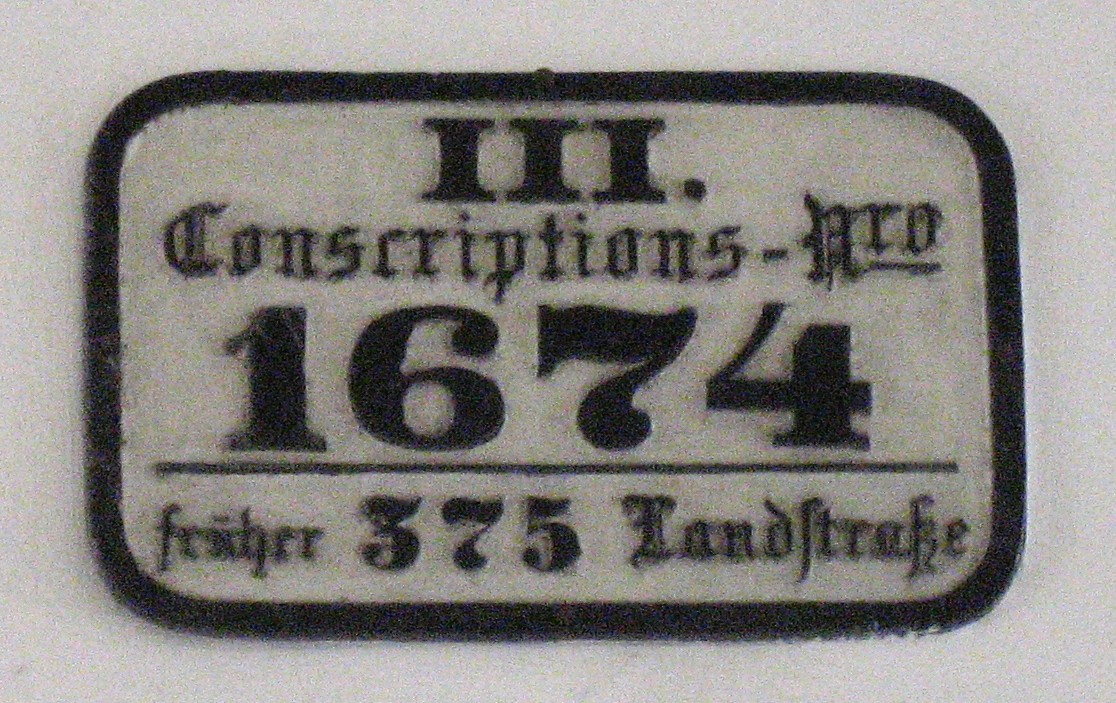
Ab 1884 gefertigtes Schild im Haus Ungargasse 27, oben: III. (Bezirk Wien-Landstraße), Conscriptions-Nr. 1674 (von 1874, gleich der Grundbuchs-Einlagezahl); unten: früher 375 Landstraße (Nummerierung der Ortschaft Landstraße von 1831)

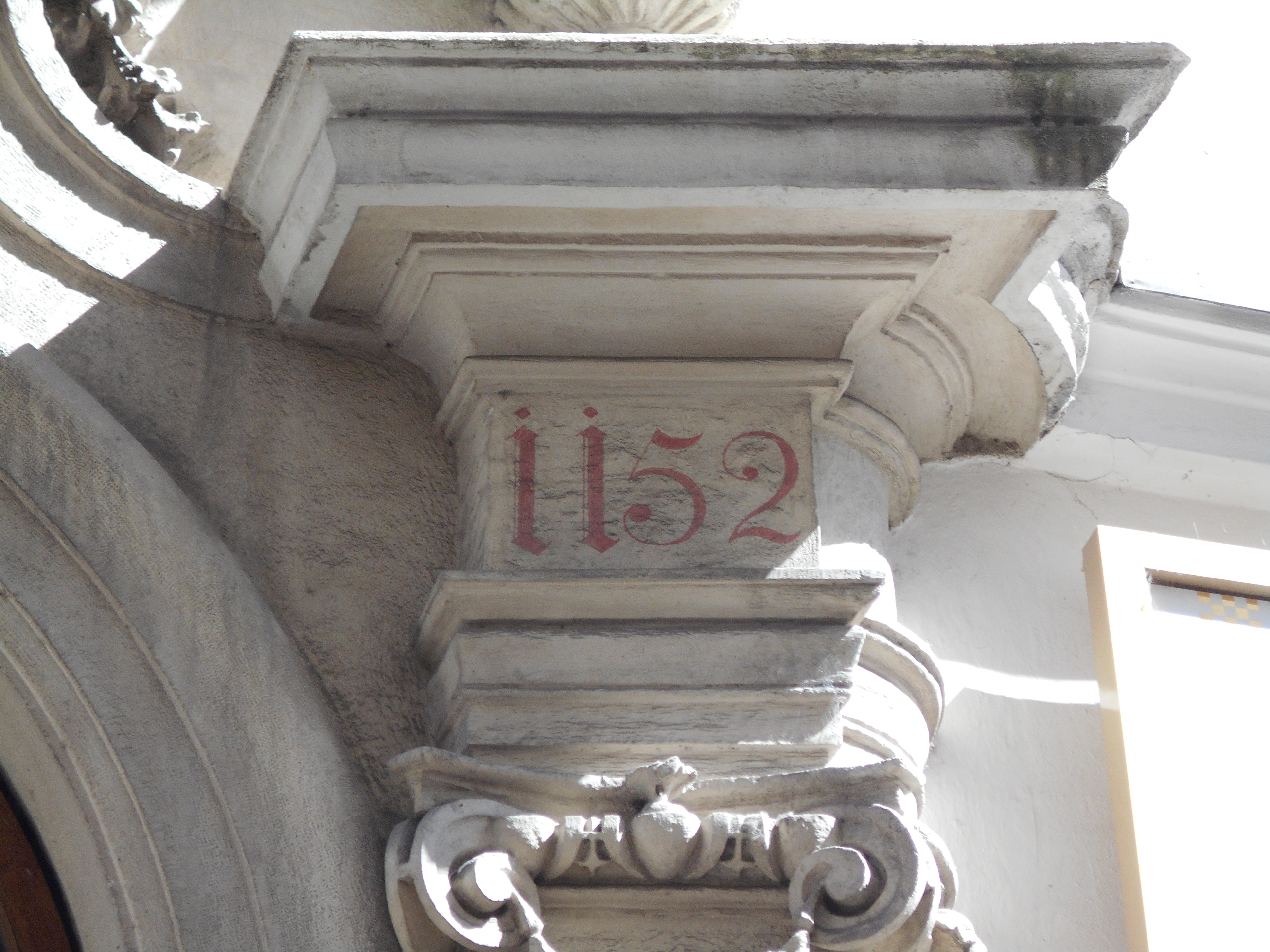
Ursprüngliche Form der Nummern in roter Farbe auf dem Großen Michaelerhaus (Wien-Innere Stadt), Rekonstruktion mit der Nummer von 1820–1862

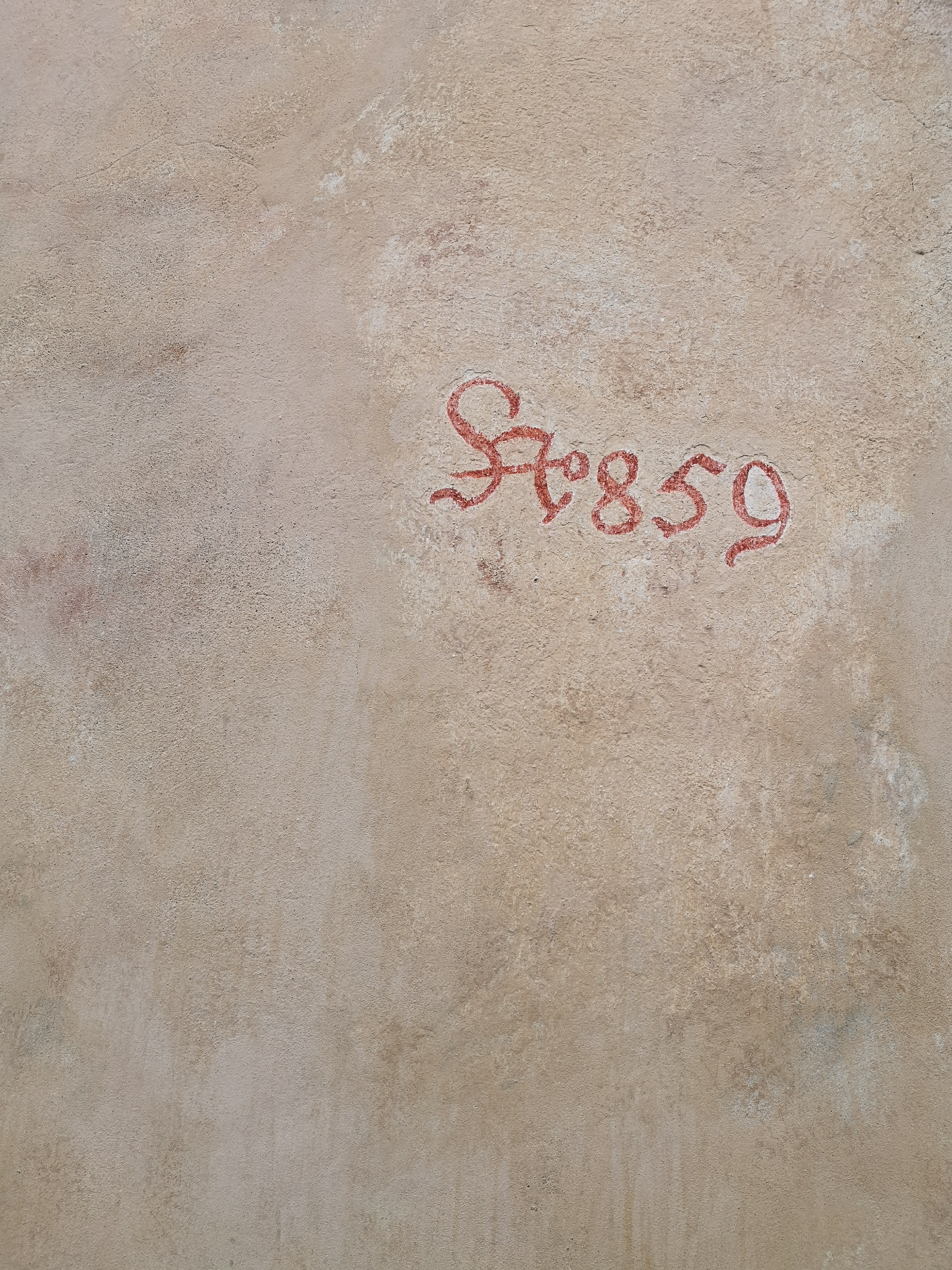
Ursprüngliche Hausnummerierung um 1800 an St. Peter auf Karnol in Bozen

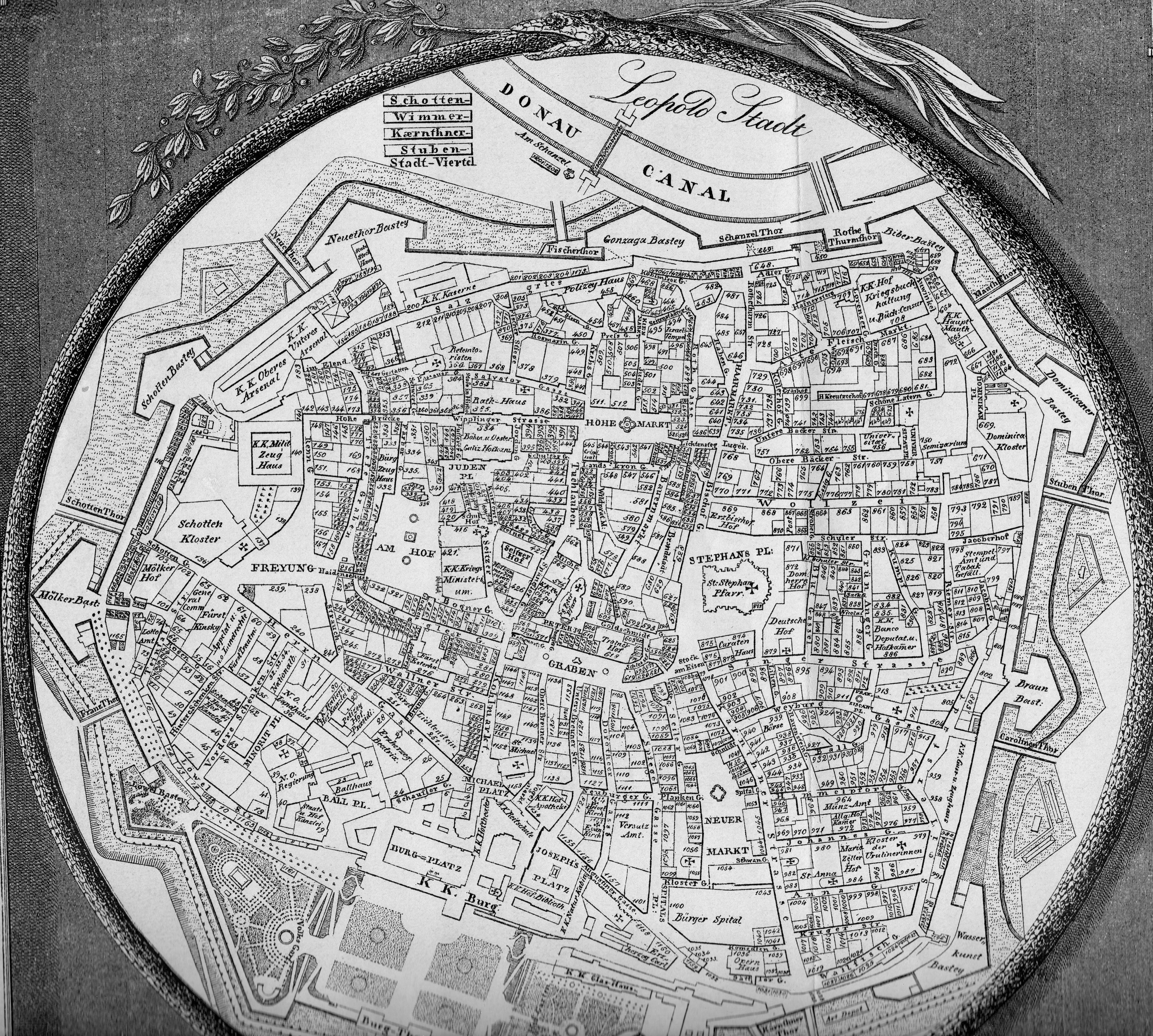
Stand der Konskriptionsnummern in Wien Mitte des 19. Jahrhunderts. Die Hofburg nach wie vor als Nummer 1, ihre Nachbarhäuser mit 2, 3, 4, … nummeriert

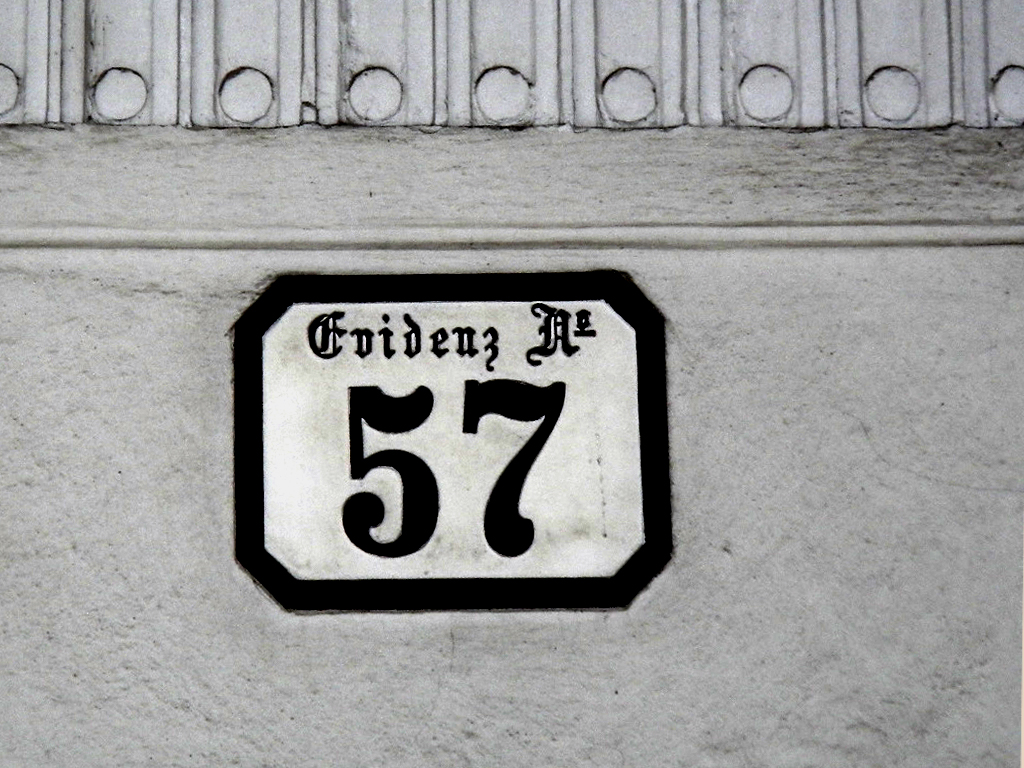
Konskriptions-(Evidenz-)Nummer am Gebäude der U-Bahn-Station Stadtpark in Wien. „Evidenznummer“ war die Bezeichnung für eine zur Identifizierung verwendete Zahl, die im Zuge der ab 1874 erfolgten Vergabe der Grundbuchs-Einlagezahlen jene Gebäude bekamen, deren Grundstücke nicht als solche im Grundbuch eingetragen waren, z. B. (wie hier) Eisenbahnstationen (deren Grundstücke früher nicht im Grundbuch, sondern im Eisenbahnbuch eingetragen waren), Holzlagerplätze oder etwa der Eislaufverein am Heumarkt.

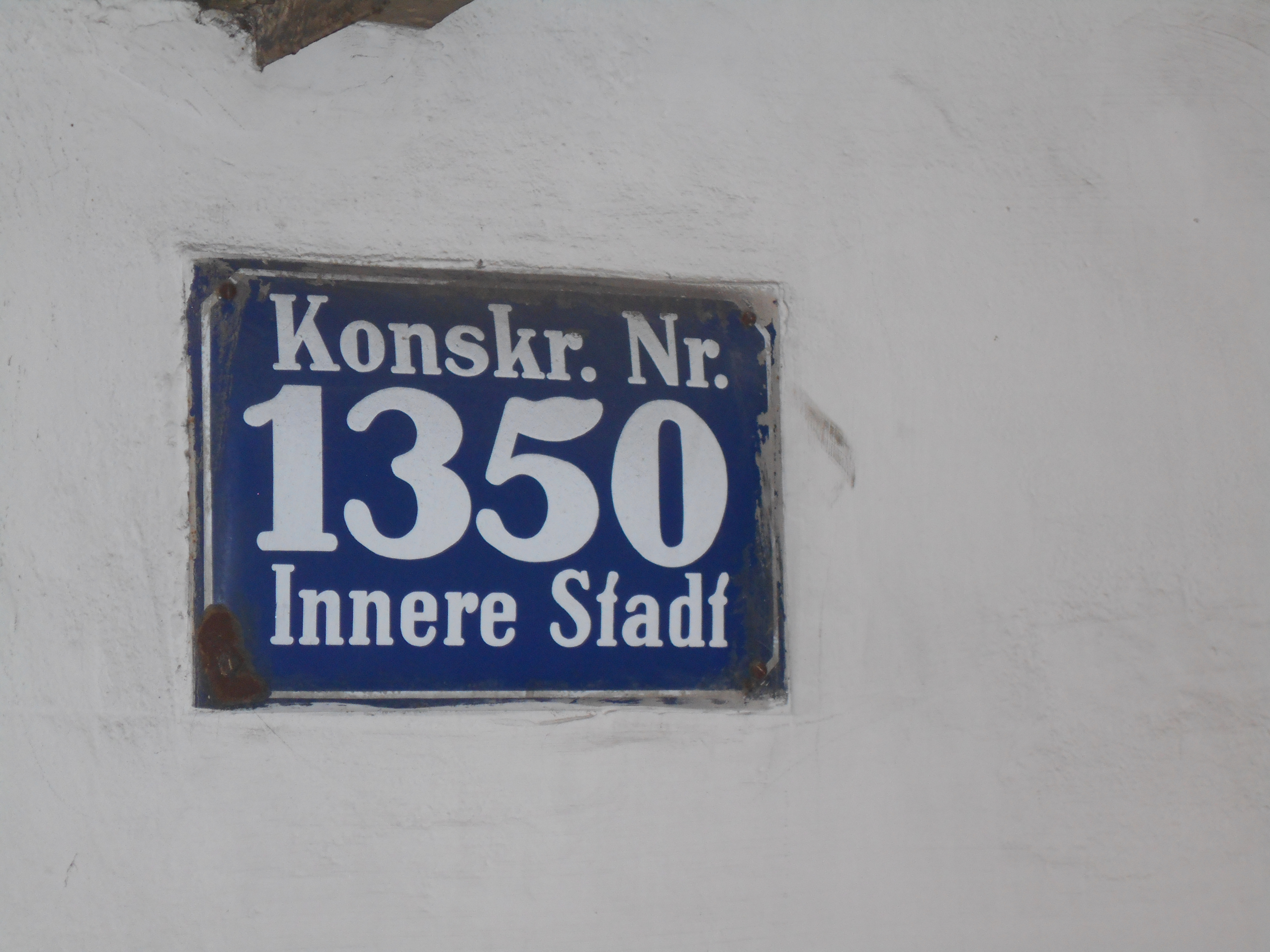
Vereinzelt wurden auch noch Mitte des 20. Jahrhunderts solche Tafeln angebracht, hier am 1952 erbauten Haus Walfischgasse 6 in Wien-Innere Stadt mit der bis heute gültigen Konskriptionsnummer bzw. Grundbuchs-Einlagezahl von 1874

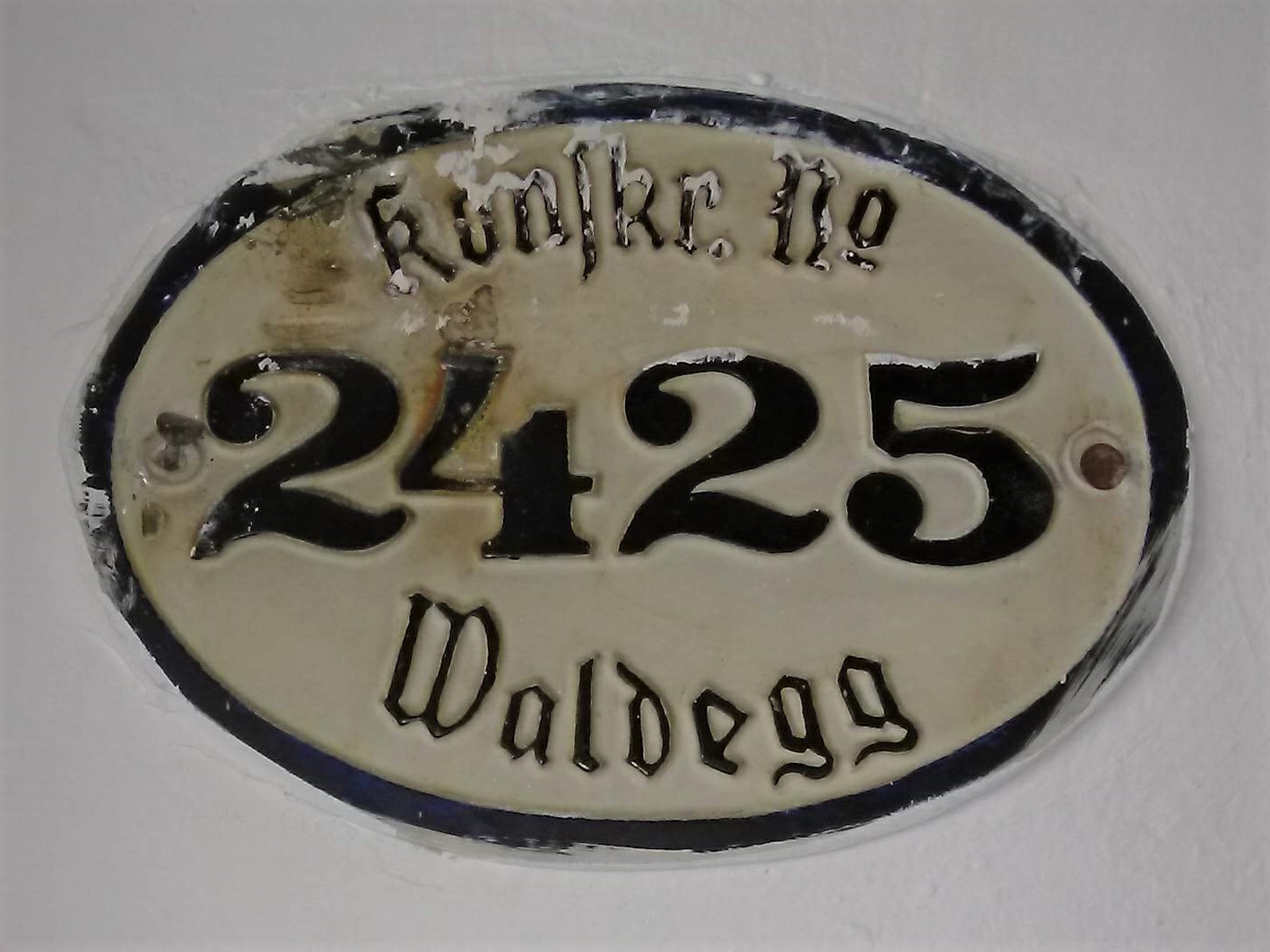
Konskriptionsnummernschilder in Linz wurden noch bis um 1970 im Eingangsbereich innen angebracht

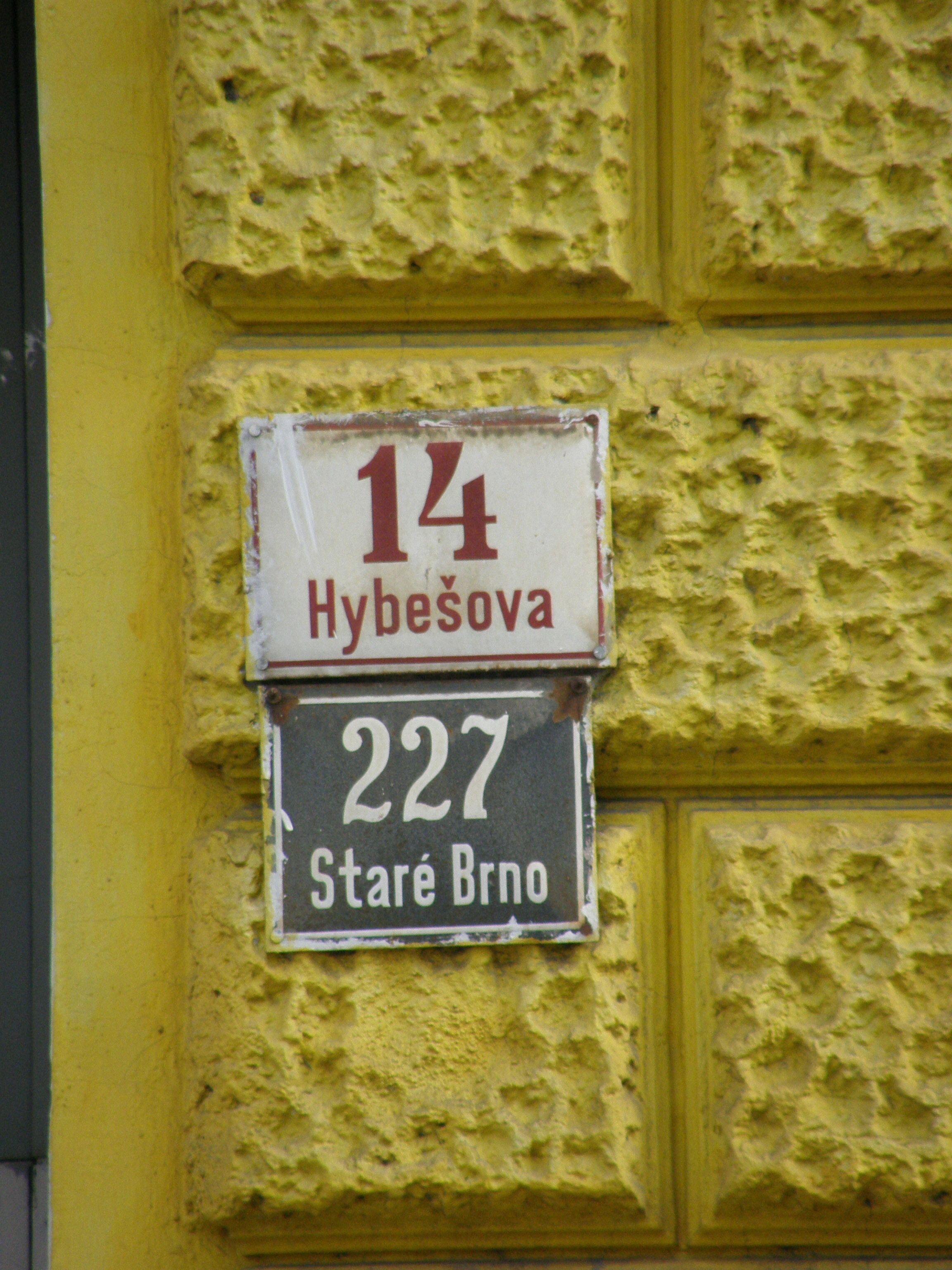
Brünn: Konskriptions- (blau) und Orientierungsnummer (rot) übereinander

Konskriptionsnummern sind eine Methode der Nummerierung von Häusern, die in der Habsburgermonarchie eingeführt wurde. Sie sind Zahlenreihen, mit denen im 18. und 19. Jahrhundert begonnen wurde, Häuser und Grundstücke in Hinblick auf Verwaltungsaufgaben zu nummerieren. Diese Nummern dienten vorrangig der Ergänzung des Heeres, der Steuereinhebung und statistischen Aufgaben (Bevölkerungsstatistik, Gebäudestatistik etc.). Sie boten aber auch eine gewisse Unterstützung bei der Bezeichnung von Örtlichkeiten. Wenn Nummernsysteme, die vorrangig der Orientierung dienen sollen (nach Straßen usw. geordnet), nicht zur Verfügung stehen, werden Konskriptionsnummern auch heute noch zur Orientierung verwendet. In amtlichen Unterlagen kann Orientierungsnummer der Oberbegriff für Hausnummer und Konskriptionsnummer sein.
Der Unterschied zwischen Konskriptionsnummern und Orientierungsnummern liegt darin, dass Konskriptionsnummern nicht immer Rückschlüsse auf die örtliche Lage eines Gebäudes zulassen, sondern vorrangig nach anderen Kriterien (Datum der Baugenehmigung etc.) vergeben werden. Orientierungsnummern (oft Hausnummern genannt) werden dagegen vorrangig geordnet pro Straße oder Ortschaft mit dem Zweck vergeben, das Auffinden von Häusern, Wohnungen (Adressen), die Zustellung von Poststücken usw. zu erleichtern. Da Konskriptionsnummern ursprünglich ebenso wie Orientierungsnummern an den Gebäuden anzubringen waren, wurden Konskriptionsnummern auch als Hausnummern bezeichnet. Die Funktion der Konskriptionsnummern, ein Nummerierungsschema für behördliche Aufgaben bereitzustellen, besteht parallel zur Vergabe von Hausnummern auch im 21. Jahrhundert, nur wird dafür nicht mehr das Wort Konskriptionsnummer verwendet, sondern andere Begriffe (Laufende Nummer, Registernummer, Aktenzahl, Einlagezahl etc.). Zu den bekanntesten Beispielen einer Konskriptionsnummer gilt der Markenname 4711 aus Köln.

## Entwicklung
Die erste allgemeine Vergabe von Konskriptionsnummern in Österreich erfolgte während der Regierungszeit von Kaiserin Maria Theresia im Rahmen der Einführung der Nummerierungsabschnitte. Die Nummern wurden meist in der Reihenfolge der Errichtung der Gebäude vergeben. Nebeneinander liegende Häuser einer Straße konnten je nach Bauzeit sehr verschiedene Nummern führen. Die Umstellung stieß bei der Bevölkerung auf Unbehagen, das Maria Theresia dadurch zu zerstreuen versuchte, dass sie ihre eigene Residenz, die Hofburg, in die Nummerierung einbezog, mit der Konskriptionsnummer 1.
Es kann nicht davon ausgegangen werden, dass die Konskriptionsnummern aus der Zeit um 1770 später als Hausnummern oder als Einlagezahlen des Grundbuches bestehen geblieben sind. In der Praxis, besonders in größeren Ortschaften, wird das nur sehr selten der Fall sein. In Wien wurde das Nummernschema bereits nach 25 Jahren, 1795, erneuert. Für Häuser im Stadtzentrum waren Nummern in roter Farbe, in den Vorstädten Nummern in schwarz vorgesehen. In den ersten Jahrzehnten des 19. Jahrhunderts (in Wien ab 1821) erfolgte im Rahmen der Arbeiten für die Neuerstellung des Grundsteuerkatasters eine dritte Nummerierung, im Zuge der Grundbuchsanlegung 1874 eine weitere, aus der sich die Einlagezahlen des Grundbuchs ergaben. Letztere wurde in Wien nie zur Adressangabe genutzt, da seit 1862 Ordnungsnummern verwendet wurden, aber ab 1884 mit Tafeln innerhalb des Hauses angebracht. Ein Gebäude konnte damit im Lauf von knapp über hundert Jahren fünf verschiedene Konskriptionsnummern aufweisen. Das auch deswegen, weil der ursprüngliche Zweck der Konskriptionsnummern, bewohnte Häuser für Steuer- und Militärzwecke zu erfassen, auf die Grundstücke, auf denen sich diese Häuser befanden, nicht Rücksicht nehmen musste (zu einem Haus können mehrere Grundstücke gehören), während die später eingeführte detaillierte Grundsteuererfassung und das noch später eingeführte Grundbuch in erster Linie die genaue Darstellung der Grundstücke zum Ziel hatten.
Die mehrfachen Nummerierungen innerhalb weniger Jahrzehnte führten zu Unklarheiten, die sich im Sprachgebrauch niederschlugen. Der Begriff Hausnummer wird bis ins 21. Jahrhundert auch für Annahmen, als bloß beispielhafte Nennung statt einer exakten Angabe verwendet. Die Formulierung „eine Hausnummer angeben“ kann in der Umgangssprache in Österreich das Gegenteil einer genauen Beschreibung bedeuten, nämlich eine grobe Schätzung, eine Angabe von irgendwas, eine beliebige Zahlenangabe.

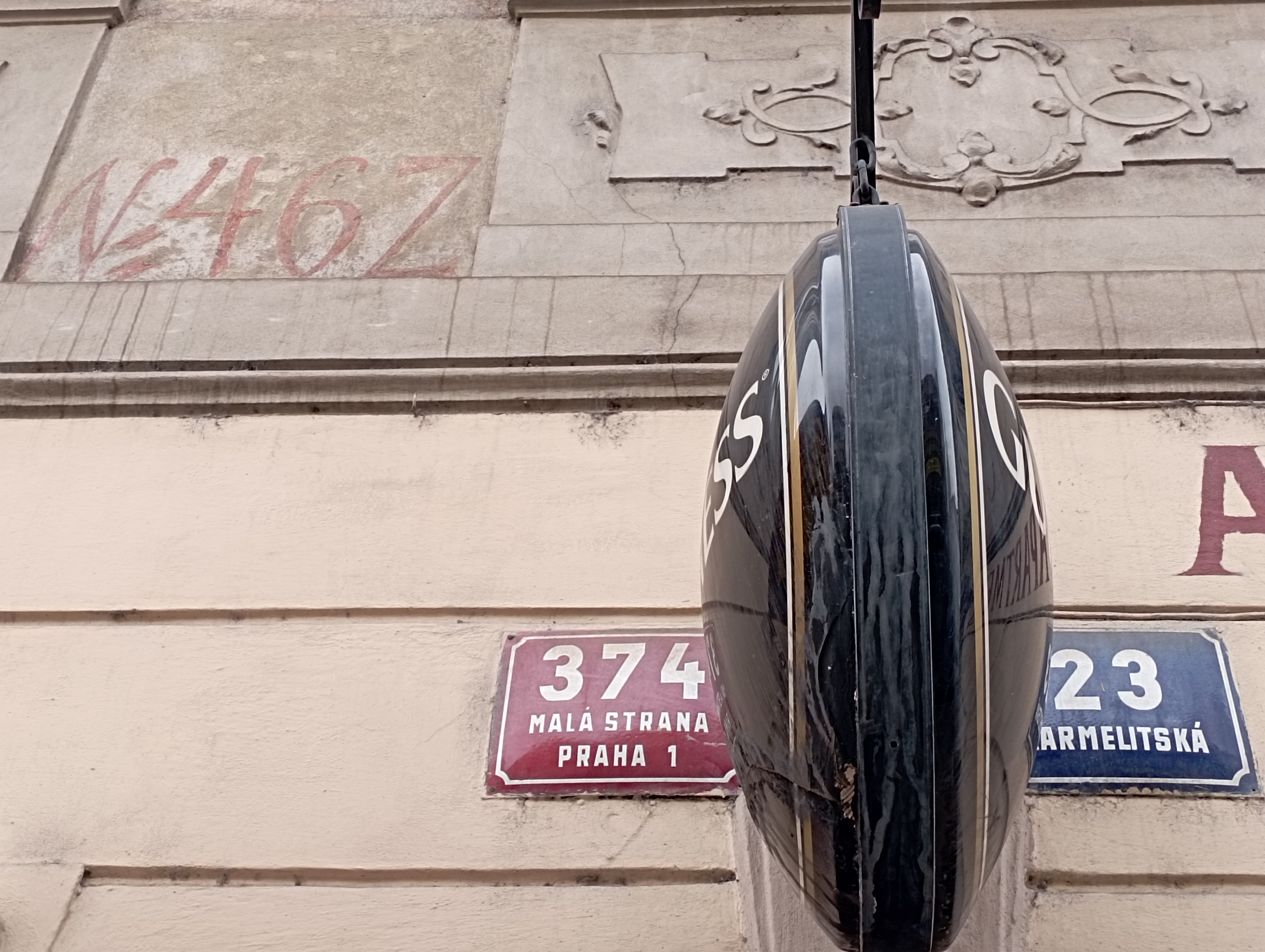
Prag: Alte Konskriptionsnummer im Putz, neue Konskriptionsnummer auf dem roten, Orientierungsnummer auf dem blauen Schild

Sowohl in Tschechien als auch in der Slowakei werden die im Habsburgerreich eingeführten Konskriptionsnummern bis heute als Hausnummern verwendet und auch in Ausweisen eingetragen. In diesen beiden Ländern kommt es öfter vor, dass an Häusern zwei Nummern angebracht sind: die Konskriptionsnummer und die Orientierungsnummer.
Für Häuser in der Stadt Wien gab es ab 1894 die Verpflichtung, neben der Orientierungsnummer auch die Konskriptionsnummer anzuführen, wobei die Konskriptionsnummer nur im Inneren des Hauses an einer für jedermann leicht erkennbaren Stelle festzuhalten war. Diese Vorschrift blieb über viele Jahrzehnte bestehen, erst mit Beschluss des Gemeinderates vom 27. Juni 2001 wurde der einschlägige Beschlussteil aus 1894 aufgehoben. Gesetzliche Grundlage für die Nummerierung von Bauwerken (und Wohnungen) in Wien ist § 49 der Bauordnung für Wien, der auch die einschlägigen Durchführungsregeln begründet. Als Basis der optischen Gestaltung (weiße Schrift auf blauem Grund) wurde auch für die Nummerntafeln der Konskriptionsnummern in Wien die Regel für Hausnummern herangezogen, die sich ebenfalls aus einem Gemeinderatsbeschluss ergaben.

## Bedeutungsverlust
Die Konskriptionsnummern waren hauptsächlich für Zwecke der Verwaltung vorgesehen und für die Orientierung nicht gut brauchbar. Sie erleichterten nach ihrer Einführung zwar (gemeinsam mit anderen Angaben, wie Hauszeichen, Gassenangaben usw.) auch das Zurechtfinden in größeren Ortschaften, erhielten aber nie die große praktische Bedeutung im Alltagsleben, welche die Hausnummern bekamen. Später wurden Konskriptionsnummern – in ihrer Funktion als Orientierungshilfen – nahezu vollständig durch die im Alltag besser brauchbaren Hausnummern (Orientierungsnummern) ersetzt. Auf alten Gebäuden findet man Konskriptionsnummern nach wie vor zusätzlich zur Hausnummer. In kleinen Ortschaften, vor allem in kleineren Streusiedlungen wie Weilern oder  Wohnplätzen, können Konskriptionsnummern (z. B. die Einlagezahl des Grundbuchs, die laufende Nummer eines Bautenverzeichnisses) die Funktion von Hausnummern beibehalten haben. Im Regelfall werden aber auch in solchen Ortschaften eigene Hausnummern vergeben (um z. B. neue Wohnhäuser, aber auch die Aufgabe von alten Häusern bzw. Bauernhöfen in einem nachvollziehbaren Schema berücksichtigen zu können). In diesen Fällen entspricht bei der Adressangabe der Ortsname dem Straßennamen.

Hausnummern: alte Konskriptionsnummern und neue Orientierungsnummern (Hauptstraße in Guntramsdorf)
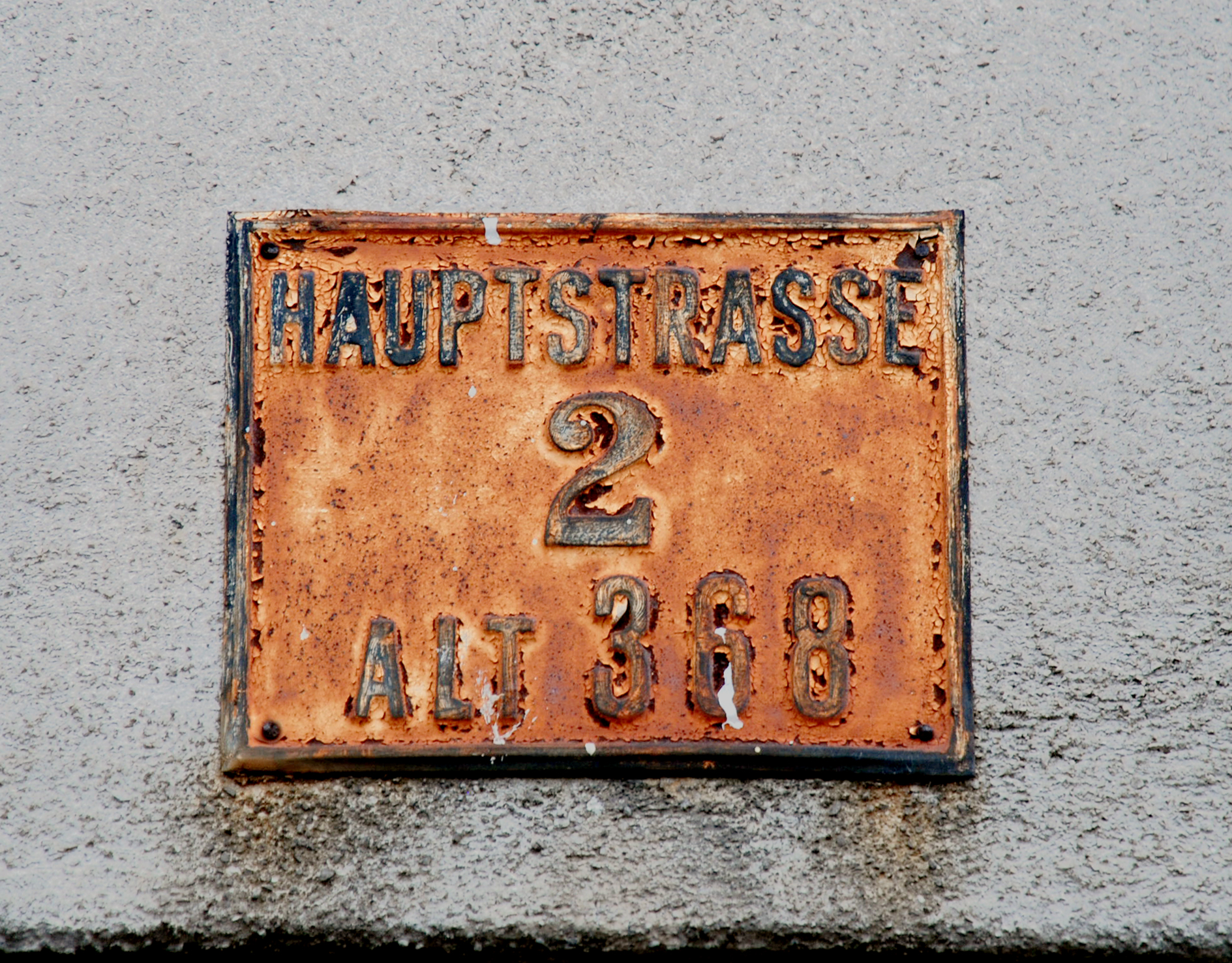
alt 368, neu 2
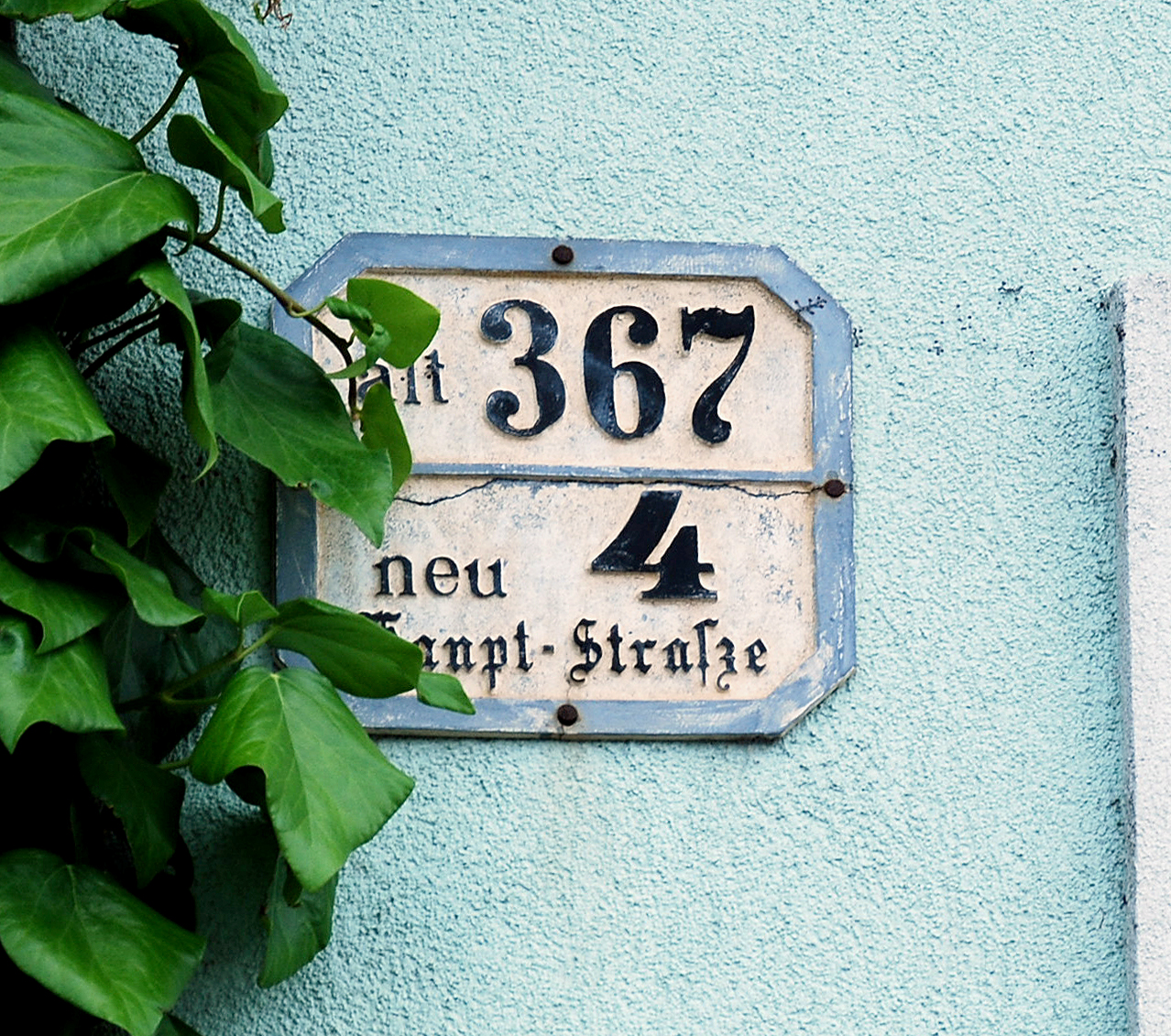
alt 367, neu 4
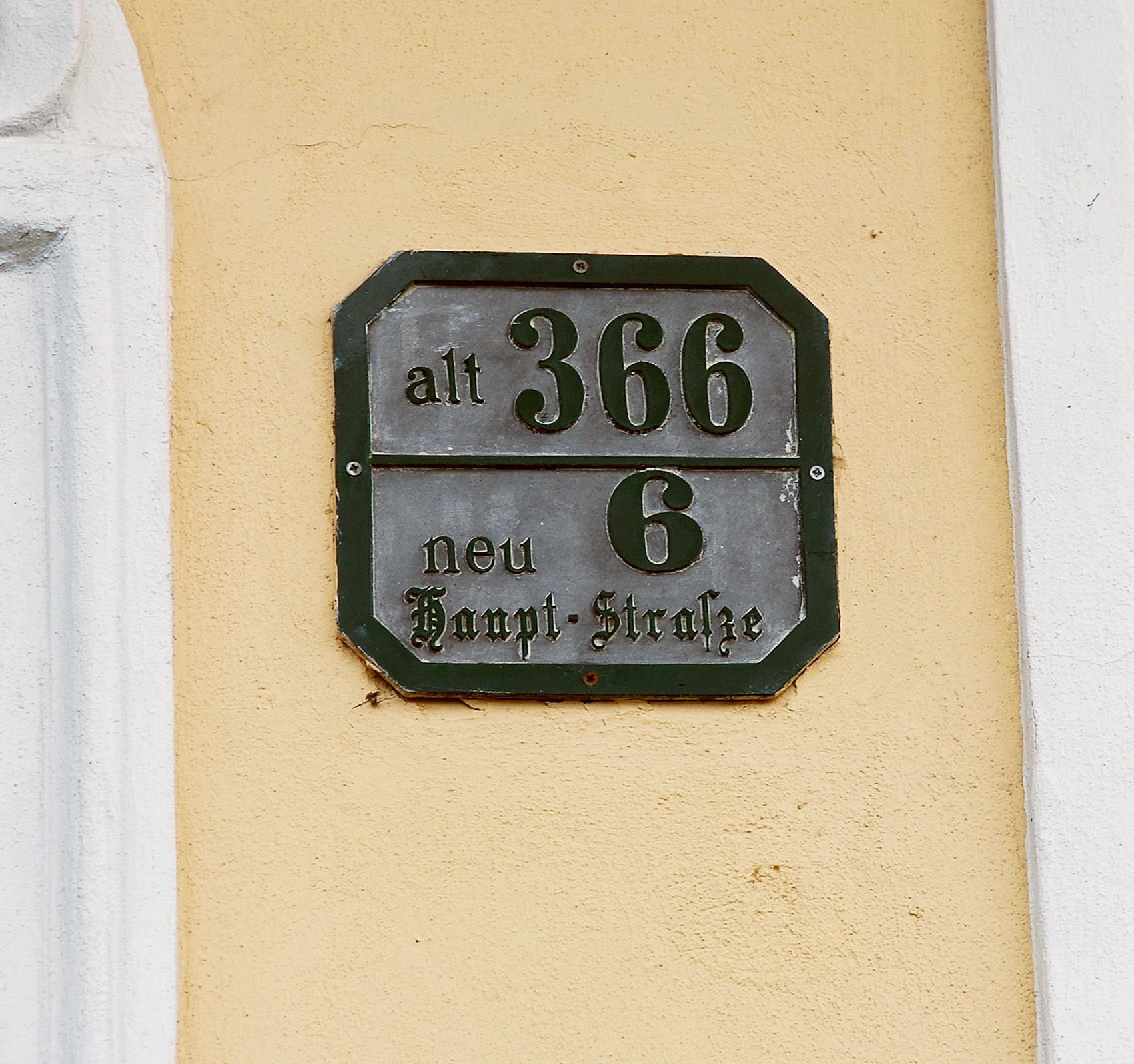
alt 366, neu 6
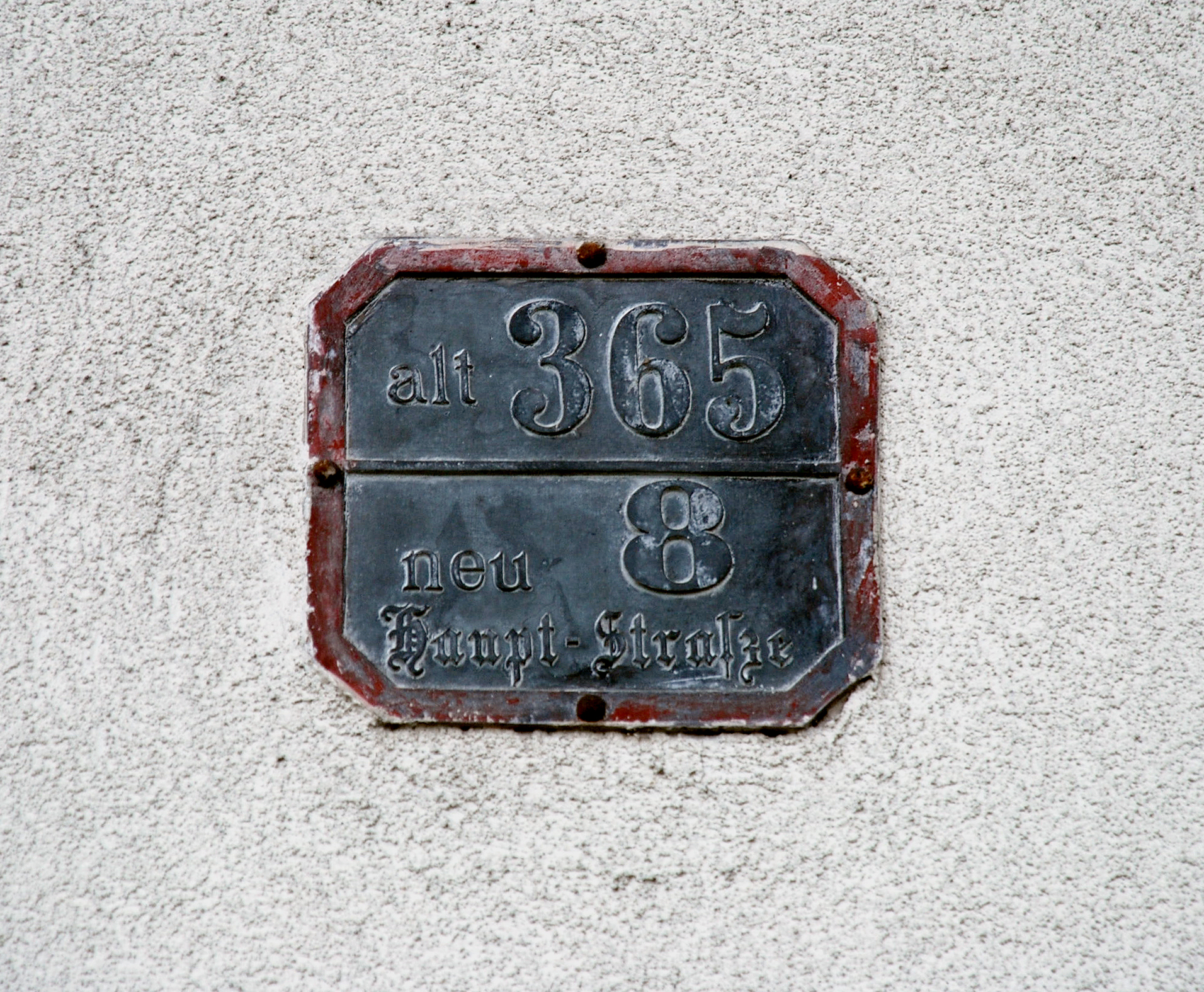
alt 365, neu 8
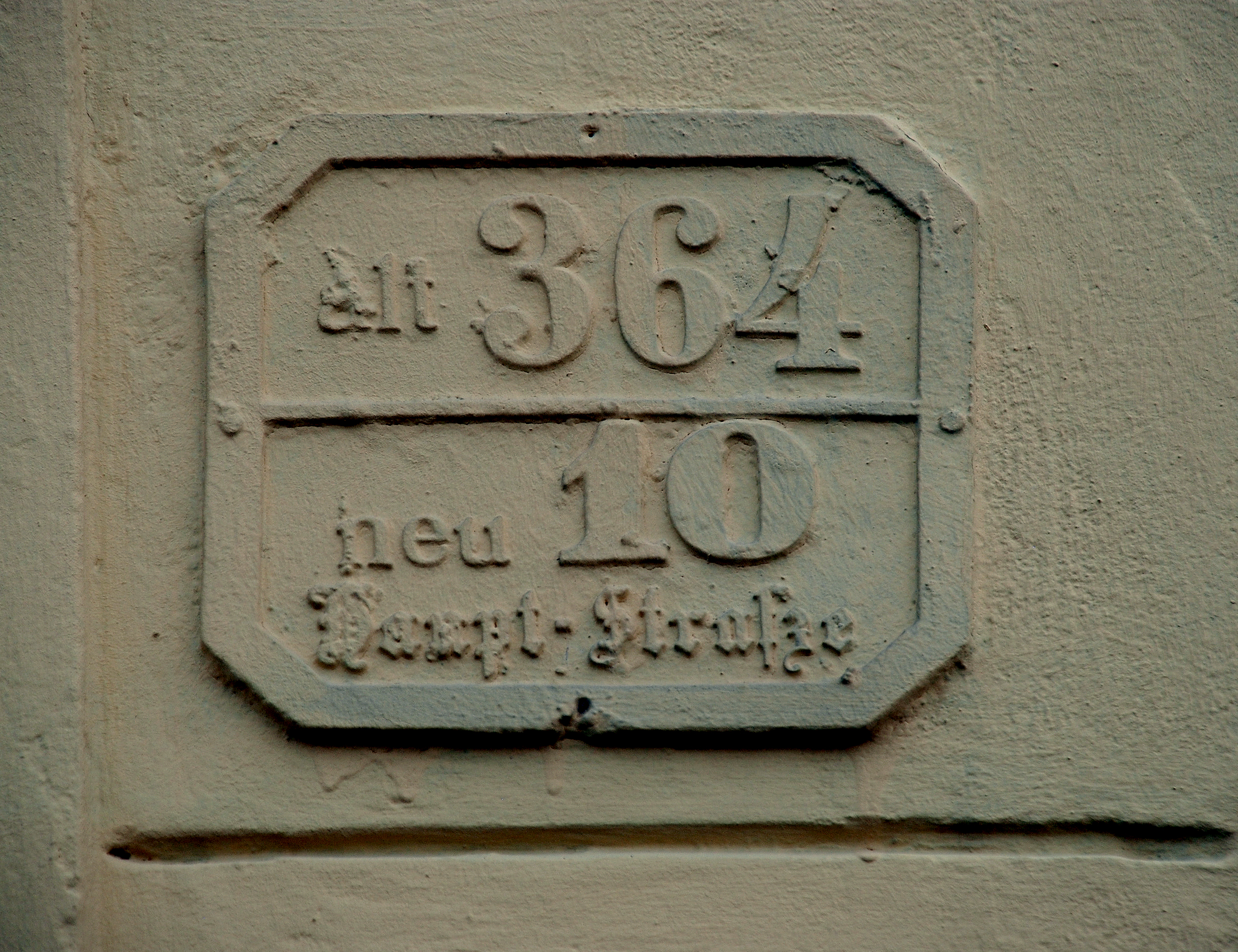
alt 364, neu 10
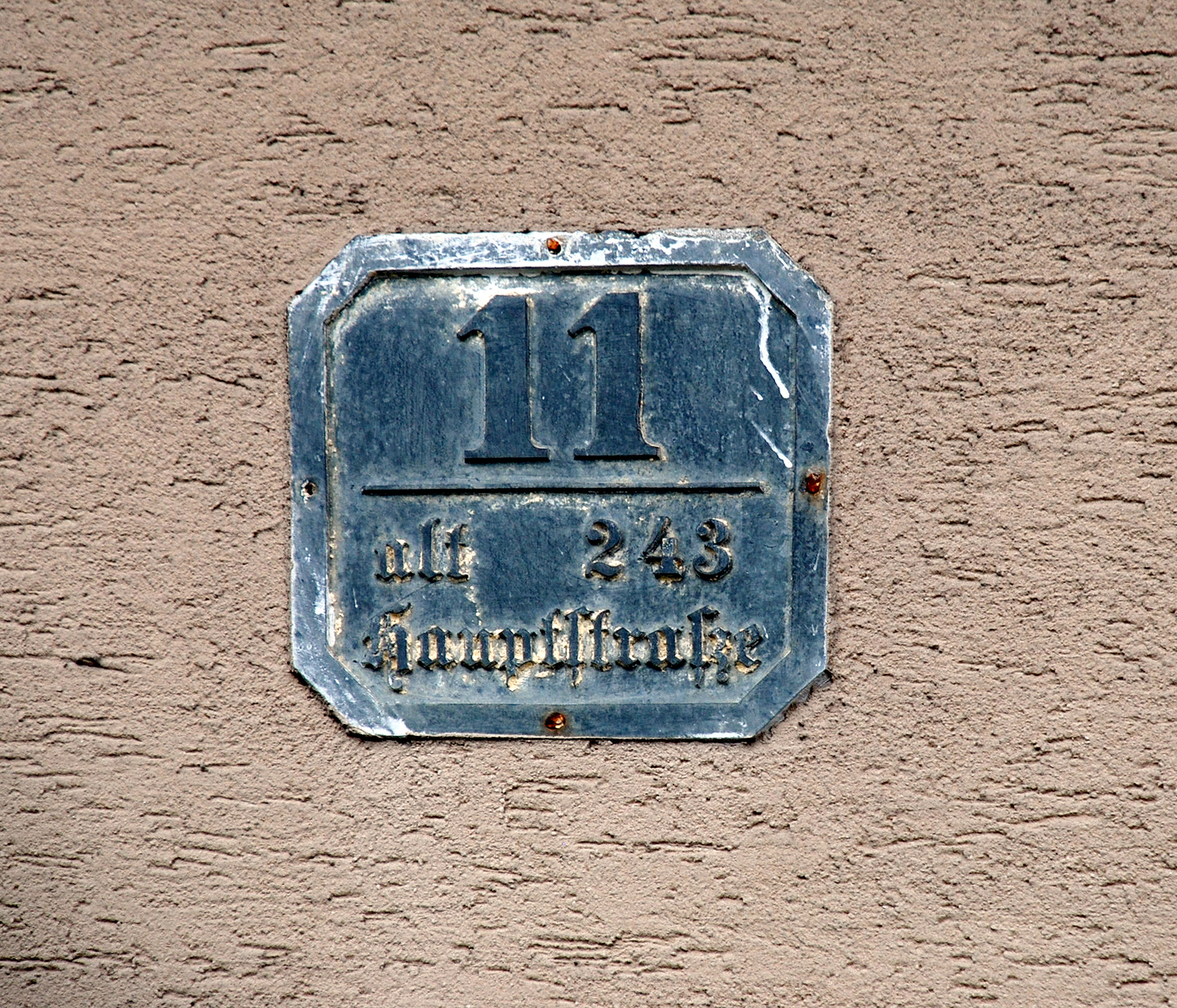
alt 243, neu 11
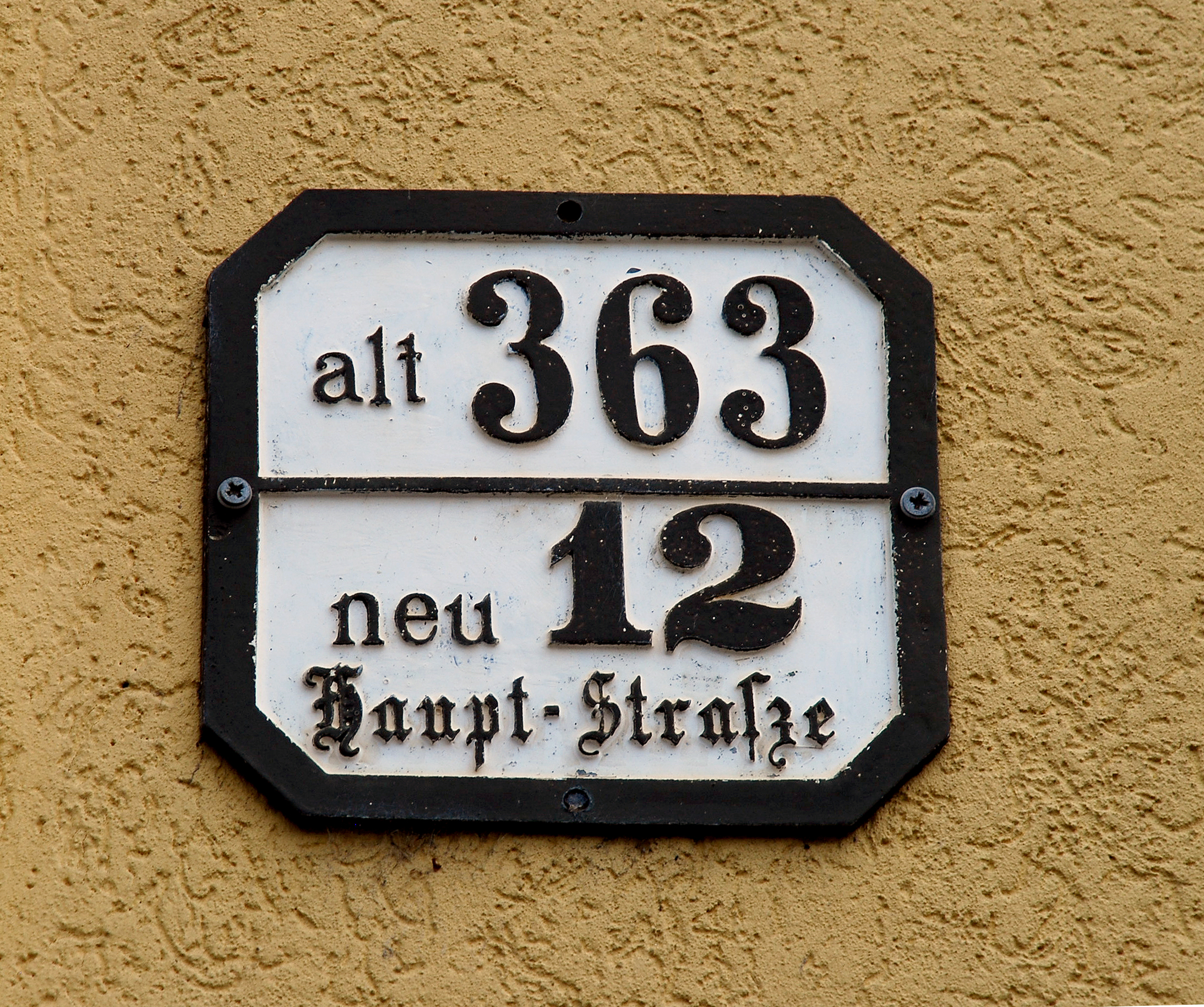
alt 363, neu 12
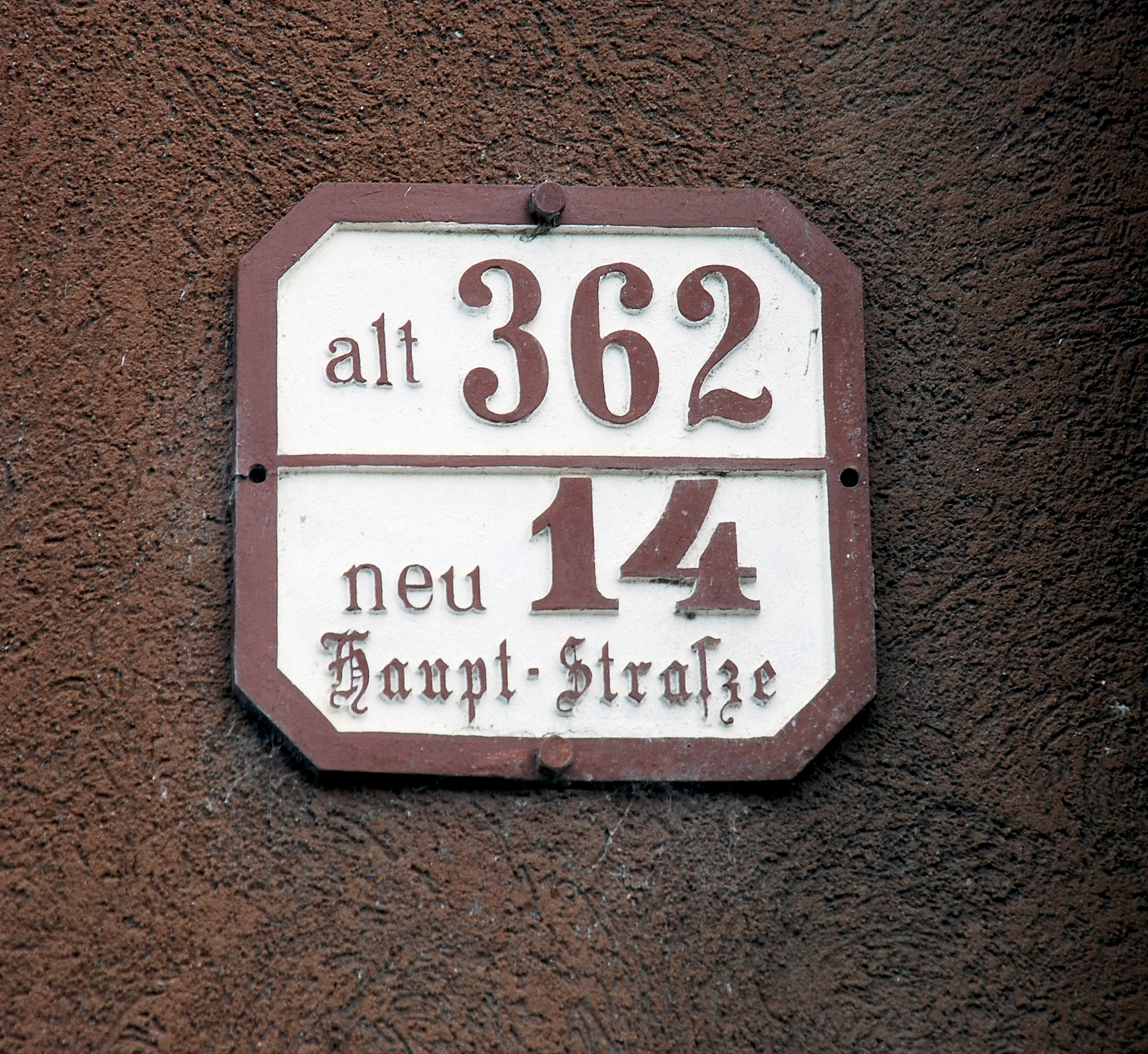
alt 362, neu 14
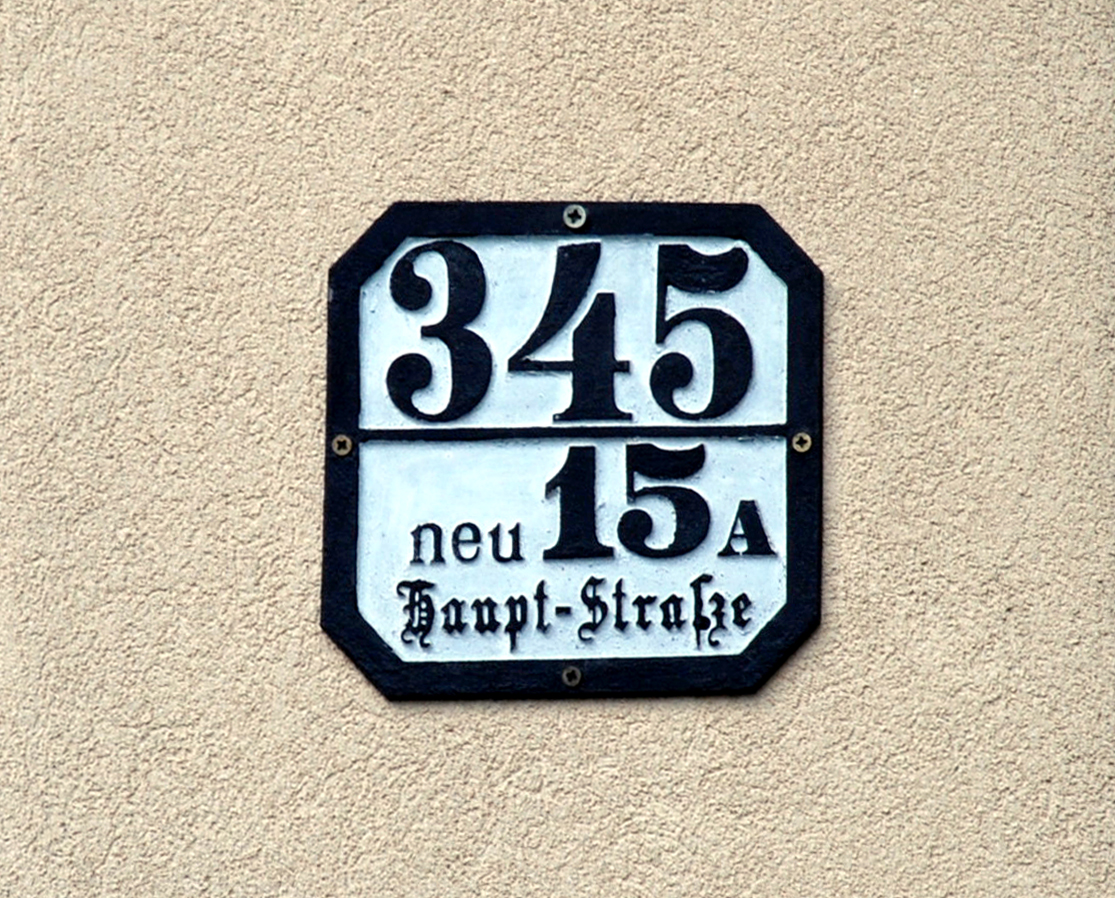
alt 345, neu 15a

## Nachteil
Werden Konskriptionsnummern als alleinige Hausnummern verwendet, so ergibt sich daraus ein offensichtlicher, schwerwiegender Nachteil: Die Hausnummern sind im Verlauf einer Straße nicht fortlaufend und noch nicht einmal einheitlich aufsteigend oder absteigend, sondern bunt durcheinandergewürfelt: So kann beispielsweise neben dem Haus Nr. 108 das Haus Nr. 167 stehen, gefolgt von Haus Nr. 74.
Solche nicht regelmäßigen Nummernfolgen können dadurch entstanden sein, dass man bei der Vergabe der Nummern zwar die Häuser in ihrer Reihenfolge nummerierte, dann aber später neu gebaute Häuser eine höhere Nummer erhalten mussten. Wenn also beispielsweise zwischen Nr. 120 und Nr. 121 bei der Vergabe der Nummern eine Lücke war, die später bebaut wurde, erhielt das neue Haus die erste noch freie Nummer: Wenn der ganze Ort 231 Häuser hatte und damit die höchste Nummer 231 war, musste das neue Haus die Nr. 232 erhalten, obwohl es zwischen Nr. 120 und Nr. 121 stand. Gleiches gilt für Häuser, die später geteilt wurden. Hier konnte die eine Hälfte weiterhin die alte Nummer tragen, die abgetrennte zweite jedoch eine neue erhalten. Noch verwirrender wurde das System, wenn die frei gewordenen Nummern abgerissener Häuser an anderer Stelle neu vergeben wurden.
Solche nicht der Reihenfolge der Häuser entsprechenden Nummerierungen waren im Alltag sehr unpraktisch, da man nicht einfach dem Verlauf der Hausnummern bis zu dem gesuchten Haus folgen konnte. Bei dem oben genannten Beispiel steht das Haus Nr. 232 eben nicht neben 231, sondern an ganz anderer Stelle in der Stadt. Daher wurden in manchen Orten die Häuser in der Vergangenheit teils mehrfach neu nummeriert, um wieder eine regelmäßige Nummernfolge zu erhalten.
Da jede Konskriptionsnummer innerhalb einer Ortschaft nur einmal vergeben wird, können Hausnummern, die aus einem Konskriptionsnummernschema stammen, auch höhere Werte erreichen und drei- bis vierstellig sein.

## Einzelnachweise

Konskriptionsnummern und Orientierungsnummern (Josefigasse in Guntramsdorf)
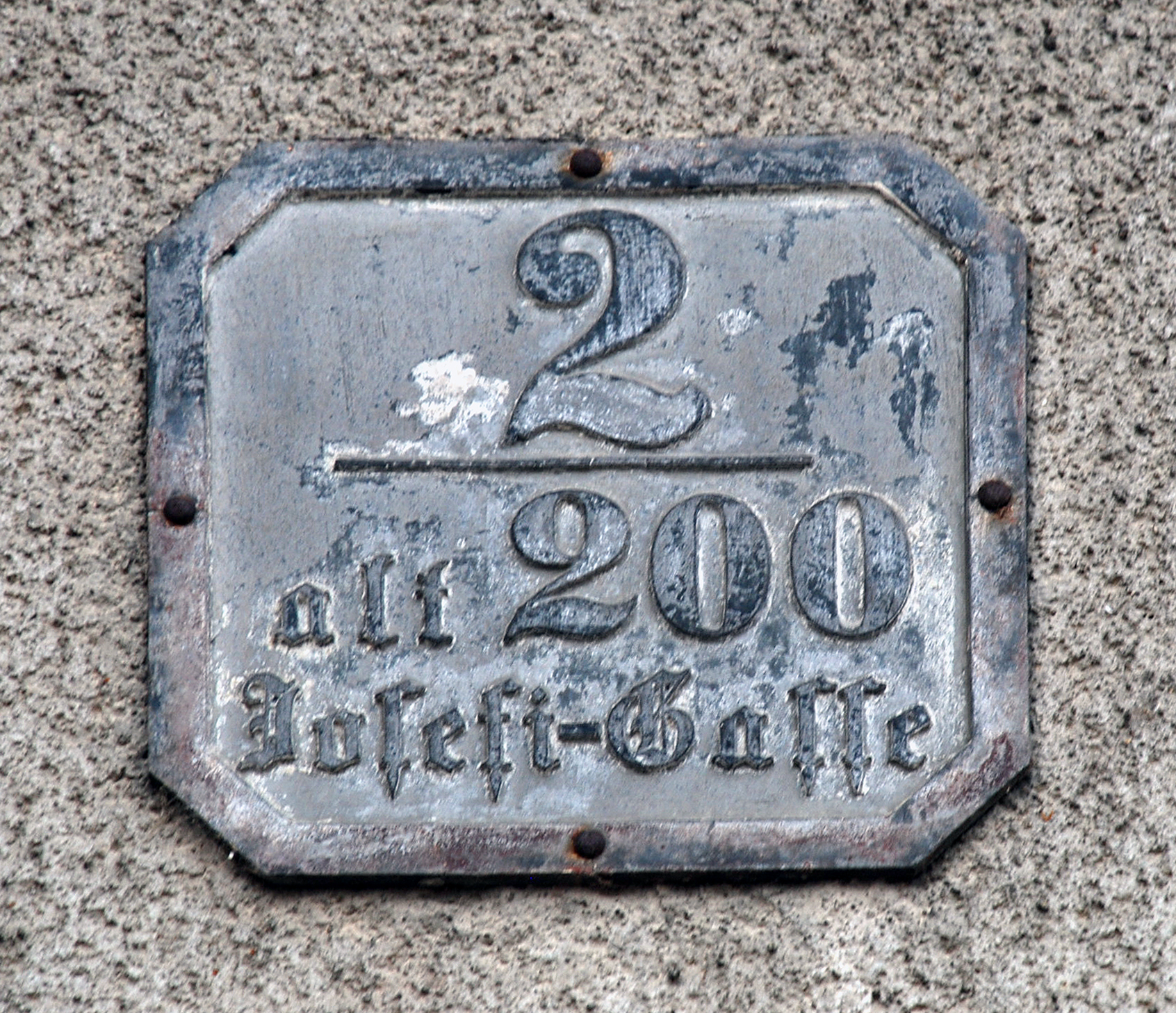
alt 200, neu 2
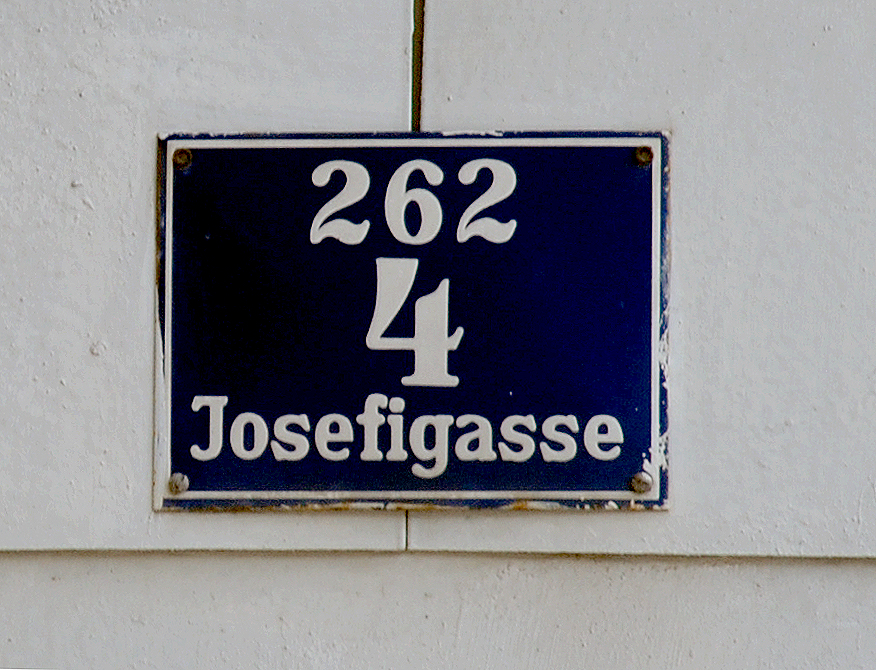
alt 262, neu 4
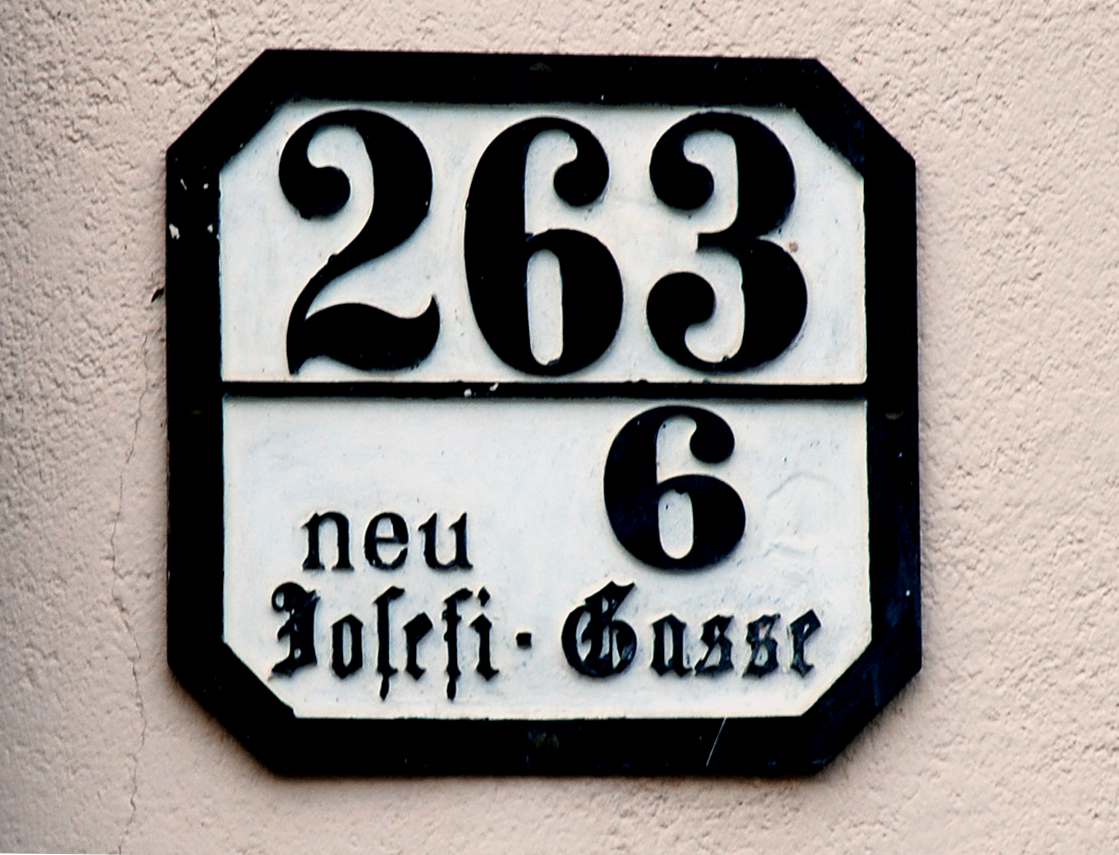
alt 263, neu 6
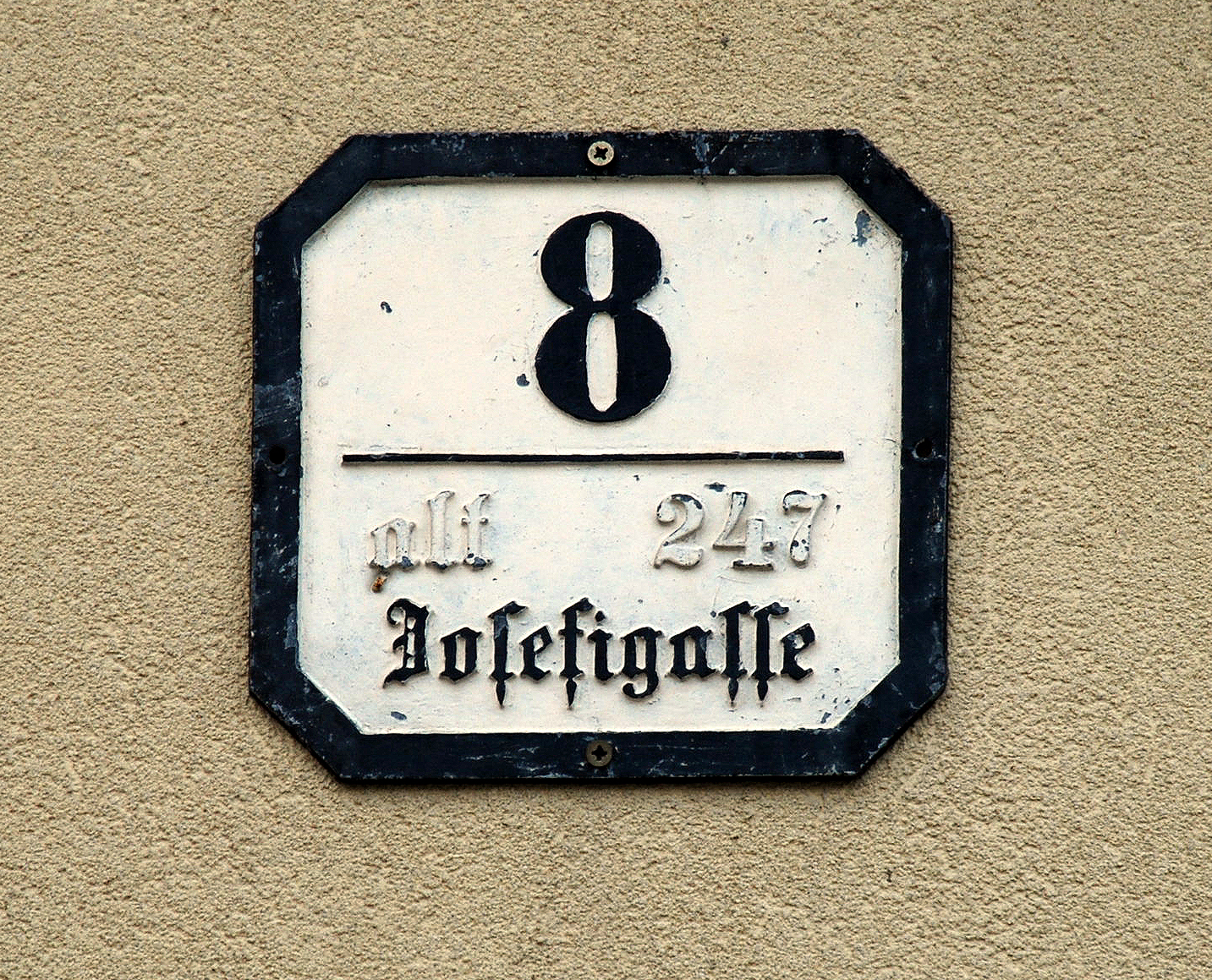
alt 247, neu 8
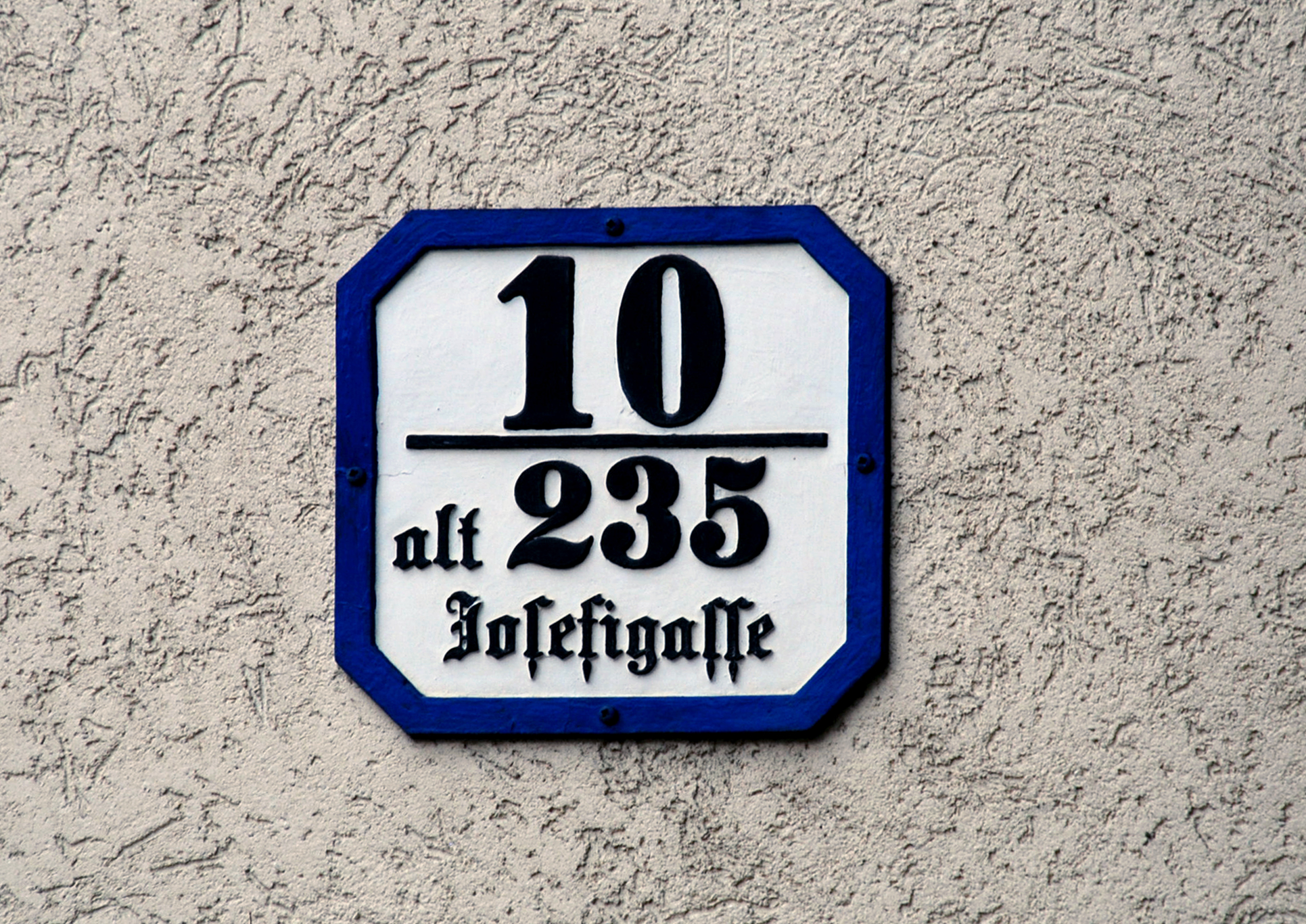
alt 235, neu 10